# Alor-Pantar jezici
Alor-Pantar jezici, jezici transnovogvinejske porodice koji se govore na otocima Alor i Pantar na Malim Sundskim otocima, Indonezija. Zajedno sa skupinama Adabe (1), Bunak (1), Kolana (1) i Tanglapui čini širu skupinu zapadnih timor-alor-Pantarskih jezika. Obuhvaća ukupno 15 jezika, od kojih osam čini alorsku i šest pantarsku podskupinu.
Nekada je ova skupina nazivana makasai-alor-pantar, a pripadao joj je i jezik makasae [mkz], koji se danas vodi kao jedan od tri istočnotimorska jezika. Alorski jezik nije predstavnik ove skupine.

## Vanjske poveznice
- Ethnologue (14th)